# تیتو والورده
تیتو والوِرده (اسپانیایی: Edgar Kennedy‎؛ ‏۲۶ آوریل ۱۹۵۱) بازیگر اهل اسپانیا است.
از فیلم‌ها یا مجموعه‌های تلویزیونی که وی در آن‌ها نقش داشته است، می‌توان به بال‌های پروانه، حمله به بانک مرکزی، اسکیلاچه، ملکه‌ها، جنگل افسون‌شده و پانزده سال و یک روز اشاره نمود.